# عسر القراءة
عُسر القراءة أو خلل القراءة (بالإنجليزية: Dyslexia)‏ المعروف أيضًا باسم اضطراب القراءة، يتميز بصعوبة في القراءة على الرغم من الذكاء الطبيعي. يتأثر مختلف الناس بدرجات متفاوتة. قد تتضمن المشكلات صعوبات في تهجئة الكلمات، أو القراءة بسرعة، أو في كتابة الكلمات، أو في «القراءة الصامتة» في الرأس، أو لفظ الكلمات عند القراءة بصوت عال وفهم ما يقرأه المرء. في كثير من الأحيان تلاحظ هذه الصعوبات لأول مرة في المدرسة. عندما يفقد شخص ما قدرته على القراءة، يُعرف ذلك باسم اللاقرائية (بالإنجليزية: Alexia)‏. تعد تلك الصعوبات لا إرادية والأشخاص الذين يعانون من هذا الاضطراب لديهم رغبة طبيعية في التعلم.
يُعتقد أن عُسر القراءة سببه عوامل وراثية وبيئية. بعض الحالات تُورَّث لدى الأسر. غالبا ما يحدث ذلك لدى الأشخاص الذين يعانون من اضطراب نقص الانتباه مع فرط النشاط (ADHD) ويرتبط مع صعوبات مماثلة مع الأرقام. قد يبدأ الاضطراب في مرحلة البلوغ نتيجة لإصابة دماغية رضية أو سكتة دماغية أو الخرف. الآليات الكامنة وراء عسر القراءة هي مشاكل في معالجة اللغة بالدماغ. يتم تشخيص عسر القراءة من خلال سلسلة من اختبارات الذاكرة والهجاء والرؤية والقراءة. يختلف عُسر القراءة عن صعوبات القراءة الناتجة عن مشاكل في السمع أو الرؤية أو بسبب عدم كفاية التدريس.
ينطوي العلاج على تعديل طرق التدريس لتلبية احتياجات الشخص. على الرغم من عدم إمكانية علاج المشكلة الأساسية، إلا أنها قد تقلل من درجة الأعراض. العلاجات التي تستهدف تحسين النظر ليست فعالة. عسر القراءة هو أكثر صعوبات التعلم شيوعًا ويحدث في جميع مناطق العالم. يصيب 3-7% من السكان. ومع ذلك، فإن ما يصل إلى 20% قد يكون لديهم درجة ما من الأعراض. على الرغم من أنه يتم تشخيص عسر القراءة في كثير من الأحيان لدى الرجال، فقد تم اقتراح أنه يؤثر على الرجال والنساء بصورة متساوية تقريبا. يعتقد البعض أن عسر القراءة يجب اعتباره كطريقة مختلفة للتعلم، لها فوائدها وسلبياتها.

## التعريف
هناك العديد من التعريفات التي تصف عُسر القراءة، ولكن لا يوجد إجماع آراء. فالاتحاد العالمي لطب الأعصاب يعرف عُسر القراءة على النحو التالي:
«عُسر القراءة التنموي المحدد هو اضطراب يتجلى في صعوبة تعلم القراءة على الرغم من توافر التعليمات التقليدية، والذكاء الكافي، والفرصة الاجتماعية والثقافية الملائمة. حيث يتبع إعاقة إدراكية جوهرية، كثيراً ما تكون من أصل صحي.»
وبعض التعريفات الأخرى المنشورة وصفية بحتة، في حين لا يزال البعض يجسد نظريات السببية. من التعاريف المختلفة التي يستخدمها باحثو عُسر القراءة والمنظمات المعنية في جميع أنحاء العالم، يبدو أن عُسر القراءة ليس شيئاً واحداً، لكنه عدة أشياء، حيث يعمل كدار معارضة افتراضي لكثير من حالات عجز وصعوبات القراءة، مع عدد من الأسباب.
في عام 1993 وصف كلٌ من Castles و Coltheart أنواعاً من عُسر القراءة التنموية الصوتية والسطحية بالتناظر إلى أنماط فرعية كلاسيكية من عُسر القراءة المكتسبة (الكسيا) التي تصنف وفقاً لمعدل الأخطاء في قراءة كلمات. ومع ذلك فإن التمييز بين عُسر القراءة السطحي والصوتي لم يحل محل المصطلحات القديمة التجريبية من أنواع dysphonetic و dyseidetic من عُسر القراءة. وما التمييز السطحي/الصوتي سوى تمييز وصفي، ويخلو من أي افتراض سببي لآليات الدماغ التابعة؛ وعلى النقيض منه يشير التمييز لهذين النوعين dysphonetic و dyseidetic إلى آليتين مختلفتين: واحدة تتصل بعجز تمييز التحدث، وأخرى بضعف الإدراك البصري. يعاني معظم الأشخاص المصابون بعُسر القراءة من النوع Boder Dysiedetic من صعوبات في الانتباه والمكانية والتي تتداخل مع عملية اكتساب القراءة.

## التشخيص
التشخيص الرسمي لعُسر القراءة هو الذي يدلى به طبيب محترف مؤهل، مثل أخصائي الأمراض العصبية، أخصائي الطب العصبي النفسي، طبيب أطفال تنموي، أو أخصائي علم النفس التربوي والمعلمين المؤهلين المتخصصين في عُسر القراءة. ويشمل التقييم عموما اختبار القدرة على القراءة مع قياس المهارات الأساسية مثل اختبارات تسمية سريعة لتقييم ذاكرة المدى القصير ومهارات التسلسل، والقراءة nonword لتقييم مهارات الترميز الصوتي. ويتضمن التقييم عادة أيضا إجراء اختبار الذكاء لإنشاء ملف به نقاط قوة وضعف التعلم. في حين اتضح أن مثل هذه الاختبارات «المتناقضة» بين معدل الذكاء ومستوى القراءة، معيبة، وغالبا ما تشمل الاختبارات اختبار متعدد التخصصات لاستبعاد الأسباب الأخرى المحتملة لصعوبات القراءة، مثل ضعف الإدراك أو لأسباب مادية مثل مشاكل في الرؤية أو السمع.
قام "Leppänen PH et al"، بالتحقيق في ما إذا كان الأطفال الذين يولدون لأسر لديها تاريخ مع مرض عُسر القراءة يواجهون مخاطر مرتفعة للإصابة به. حيث درسوا رضع بعمر 6 أشهر مع أو دون التعرض لمخاطر عالية من عُسر القراءة العائلي وقياس الاختلافات في التنشيط الكهربائي في الدماغ الناجم عن التغيرات في الهيكل الزمني لأصوات التحدث، وهي سمة تلقينية حاسمة في الكلام. وقد اختلف الأطفال المعرضين للخطر عن الرضع تحت الرقابة في كل من قدرتهم على الاستجابة الأولية للأصوات، وفي استجابات كشف-التغير الذي يعتمد على سياق التحفيز. وهذا يدل على أن الأطفال المعرضين للخطر بسبب الخلفية العائلية لمشاكل القراءة يقوموا بعملية تلقين سمعي زمني لأصوات التحدث بشكل مختلف عن الأطفال الرضع دون خطر من هذا القبيل حتى قبل أن يتعلموا الكلام، وأن حالات عُسر القراءة العائلية قد تساعد في التشخيص.
تشير أبحاث عُسر القراءة مؤخرا باستخدام التشخيص التصويري للأعصاب أنه يوما ما ربما سيكون من الممكن تحديد الأطفال الذين يعانون من عُسر القراءة قبل أن يتعلموا القراءة.
أما حاليا، فصعوبة الوصول إلى التشخيص التصويري للأعصاب يجعله طريقة غير عملية لتشخيص عُسر القراءة، ومع ذلك، فهناك أدوات اختبار يمكن استخدامها لتقييم المظاهر المحددة لهذه الاختلافات العصبية الحيوية. وتقوم هذه الأدوات بتقييم دقيق و/أو اعتراف بطلاقة كلمة، كلمة واحدة حقيقية وطلاقة القراءة والمعالجة الصوتية، وبالنسبة للطلبة الأكبر سنا، عيوب الهجاء، والكفاءة اللغوية العامة. وتعتبر أدوات مسح حيث يمكن استخدامها لتحديد الأطفال المعرضين لخطر عُسر القراءة منذ عمر 6 سنوات.
في المملكة المتحدة، يتم التعرف على الأعراض من دراسة أنماط عبر العديد من الملاحظات الطبية للأطفال المصابين بقيادة الباحث توماس ريتشارد مايلز لتطوير اختبار بانجور ديسلكسيا التشخيصي.
ويقوم الخلاف الموجود في أبحاث عُسر القراءة على ما إذا كان عسر القراءة اضطراب، أو ما إذا كان يعكس ببساطة الفروق الفردية بين مختلف القراء.

## الحالات التي تحدث غالبا مع عُسر القراءة
كثيرا ما تحدث الحالات التالية مع عُسر القراءة في نفس الفرد المصاب. ومن غير الواضح ما إذا كانت هذه الحالات تشارك نفس الأسباب العصبية المرتبطة بعُسر القراءة.[بحاجة لمصدر]
- عسر الكتابة هو اضطراب يتجلى في المقام الأول خلال الكتابة أو الطباعة، رغم أنه في بعض الحالات، قد تؤثر أيضا على التنسيق بين اليد والعين في العمليات الموجهة بهذا الاتجاه أو التسلسل كربط العقد أو تنفيذ مهمة متكررة. ويتميز عُسر الكتابة عن خلل الأداء في أن الشخص قد يكون لديه الكلمة المراد كتابتها أو الخطوات السليمة واضحة في ذهنه، ولكنه ينفذ التسلسل بترتيب خاطئ.
- خلل الحساب هو حالة عصبية تميزت بمشكلة مع أساسيات التعلم وواحد أو أكثر من المهارات الحسابية الأساسية. وغالبا ما يمكن للمصابين بهذه الحالة أن يفهموا مفاهيم رياضية معقدة جدا ولكن يجدوا صعوبات في صياغة المعادلات وحتى في عمليات الجمع والطرح الأساسية.
- خلل الأداء التنموي هو حالة عصبية تتميز بصعوبة ملحوظة في تنفيذ المهام الروتينية التي تنطوي على التوازن، تنسيق حركي، صعوبة في استخدام أصوات التحدث، ومشاكل في ذاكرة المدى القصير.
- ضعف اللغة المحدد هو اضطراب لغة تنموي والذي يمكن أن يؤثر على كل من اللغة التعبيرية والحسية. ويعرف اضطراب اللغة المحدد بأنه اضطراب لغة «محض»، بمعنى أنه لا علاقة له أو ناجم عن الاضطرابات التنموية الأخرى، أو فقدان السمع أو إصابات الدماغ المكتسبة. وقد قامت دراسة لجامعتي ماستريخت واوتريخت بفحص ادراك التحدث وإنتاج التحدث في أطفال هولنديين عمرهم 3 أعوام لديهم خطر عائلي لتطور عُسر القراءة. حيث تم مقارنة أداؤهم في تصنيف أصوات التحدث وإنتاجهم من الكلمات بأطفال من نفس السن يعانون من ضعف اللغة المحدد. وقد كانت نتائج المعرضين للخطر ومجموعة المصابين متماثلة إلى حد كبير. كما كشف تحليل البيانات الفردية، أن كلا من المجموعات الواردة تضمنوا مجموعات فرعية لديهم أداء جيد أداء ضعيف. ويبدو أن علم الأصوات المعبرة مرتبط بوجود عجز في إدراك التحدث. وتشير النتائج إلى أن كلا من عُسر القراءة وضعف اللغة المحدد يمكن تفسيرهم بنموذج متعدد المخاطر حيث يشمل عمليات معرفية، فضلا عن العوامل الوراثية.[30]
- الهذرمة هي اضطراب طلاقة التحدث التي تنطوي على كل من معدل وإيقاع التحدث، وينتج عنها اختلال في وضوح الكلام. حيث يكون التحدث شاذ وغير طبيعي، ويتألف من تدفقات سريعة ومتشنجة عادة ما تنطوي على الصياغة الخاطئة. وتحمل شخصية المهذرم شبها ملحوظا لتلك الشخصيات ذات صعوبات التعلم.[31]

## حالات متفاقمة
ويُعتقد أن عُسر القراءة حالة عصبية تؤثر في قدرة الفرد على قراءة وتهجئة اللغة المكتوبة.
قد تكون الحالات التالية عبارة عن عوامل مساهمة أو متداخلة، مماثلة لعُسر القراءة لأنها يمكن أن تؤدي إلى صعوبة في القراءة:
- اضطراب المعاجة السماعية هو حالة تؤثر على القدرة على معالجة المعلومات السمعية. فاضطراب المعالجة السمعية هو إعاقة سمعية.[32] يمكنها أن تؤدي إلى مشاكل في الذاكرة السمعية والتسلسل السمعي. يعاني الكثير من المصابين بعُسر القراءة من مشاكل معالجة سمعية بما في ذلك من تاريخ الانتكاسات السمعية، وربما تقوم بتطوير تلقين لوجوجرافي خاص بها للتعويض عن هذا النوع من العجز. وقد اُعترف باضطراب المعالجة السماعية باعتباره واحد من الأسباب الرئيسية لعُسر القراءة.[32][33][34][35] وقد يصاب بعض الأطفال باضطراب المعالجة السمعية نتيجة اصابتهم بالتهاب الأذن الوسطى مع كثرة (غراء الأذن، مثبت الأذن، Grommits) وغيرها من الحالات المرضية الشديدة.[بحاجة لمصدر]
- متلازمة الرؤية الليلية، والمعروف أيضا بمتلازمة إرلن، وهو مصطلح يستخدم لوصف الحساسية لبعض الأطوال الموجية للضوء التي تتداخل مع معالجة الرؤية.[36][37]
- اضطراب نقص الانتباه مع فرط النشاط.[38][39] ويصيب ما بين 12% و 24% من هؤلاء المصابين بعُسر القراءة[40]
- عُسر الكلام

يمكن أن تحدث معاناة من تأخيرات التحدث والنطق ومشاكل اللغة بسبب مشاكل في معالجة وفك المدخلات السمعية قبل إعادة إنتاجها لنسختها الصالحة للتحدث بها، ويمكن ملاحظتها كتلعثم، هذرمة أو تحدث متردد.

## الأبحاث

أنظمة كتابة.

تتعلق معظم أبحاث عُسر القراءة بأنظمة الكتابة الألفبائية، وخاصةً ألفبائية اللغات الأوروبية. ومع ذلك، تتوفر أبحاثًا جوهرية عن الأشخاص المصابين بعُسر القراءة المتحدثين بالعربية، والصينية، والعبرية، وغيرها من اللغات. يتشابه التعبير الظاهري للأفراد المصابين بعُسر القراءة مع الأفراد المصابين بعجز القراءة في بعض النواحي.

### تاريخ أبحاث عُسر القراءة
- في عام 1881 قام «أوزوالد بيركان» بالتعرف على المرض، وقد صِيغ[46] مصطلح 'عُسر القراءة' لاحقا في عام 1887 بواسطة «رودولف برلين»،[47] وهو طبيب عيون يعمل في شتوتغارت، ألمانيا.[48]
- في عام 1896، نشر «جورج برينجل مورغان» وصفا لاضطراب تعلم القراءة في المجلة الطبية البريطانية «تعذر القراءة الخلقي».[49]
- في الفترة من 1890s لأوائل 1900s، نشر «جيمس هنشلوود» سلسلة من المقالات في المجلات الطبية حيث وصف حالات مماثلة من تعذر القراءة الخلقي. وفي كتابه تعذر القراءة الخلقي في عام 1917، أكد «هنشلوود» أن العجز الأساسي هو في الذاكرة البصرية للكلمات والحروف، ووصف بعض الأعراض منها انتكاسات الحروف، وصعوبات في التهجئة والقراءة والفهم.[50]
- في عام 1925 عقد «صأمويل ت أورتون» العزم بأن هناك أعراض ليس لها علاقة بتلف الدماغ من شأنها جعل تعلم القراءة عملية صعبة. حيث وصف «أورتون» في نظريته الابصار المقلوب الأفراد المصابين بعُسر القراءة بأن لديهم صعوبة في ربط الأشكال البصرية للكلمات مع صورها المنطوقة.[51] كما لاحظ «أورتون» أن العجز في عُسر القراءة لا يبدو أنه ينبع من العجز البصري.[52] حيث اعتقد ان الوضع ناجم عن عدم التمكن من إثبات هيمنة نصف كروية في الدماغ.[53] وبعد ذلك عمل «أورتون» مع الأخصائي النفسي والمعلم آنا جيلينغهام لوضع تدخل تربوي رَود استخدام تعليم متزامن متعدد الحواس.[54]
- في المقابل، اعتبر «ديربورن»، «غيتس»، «بينيت»، و«بلاو» أن التوجيه الخاطئ لآلية الرؤية هو سبب هذه الحالة. وقد سعوا إلى اكتشاف ما إذا كان الصراع بين التوجيه العفوي للمسح الضوئي للعيون من اليمين إلى اليسار والتدريب الذي يهدف إلى الاستيلاء على اتجاه معاكس، من شأنه (هذا الصراع) أن يسمح بتفسير الحقائق التي لوحظت في عسر القراءة وخصوصا في القدرة على القراءة في المرآة.
- ذهبت أبحاث عام 1949 التي أُجريت في إطار (أطروحة ج. ماهيك باريس 1951) لأبعد من ذلك. حيث ربطت هذه الظاهرة بحركة البصر حيث انها تختفي عندما تزداد المسافة بين الأحرف، وتتحول القراءة إلى هجاء. وقد فسرت أيضا القدرة على القراءة في المرآة.
- أظهرت فرضية جديدة في السبعينيات: أن عُسر القراءة ينبع من وجود عجز في المعالجة الصوتية أو صعوبة في الاعتراف بأن الكلمات المنطوقة مُشكلة من وحدات صوتية منفصلة. حيث يجد الأفراد المتضررين صعوبة في الربط بين هذه الأصوات مع الحروف البصرية التي تؤلف الكلمات المكتوبة. وقد أشارت أهم الدراسات لأهمية التوعية الصوتية،[55]
- في عام 1979 قام جلابوردا وكمبر،[56] وجلابوردا وآخرون عام 1985،[57] بذكر ملاحظات من فحص ما بعد تشريح أدمغة الأشخاص الذين عانوا من عُسر القراءة. حيث أبلغت دراساتهم عن وجود اختلافات تشريحية في مركز اللغة في دماغ المصاب، أخذا بالأعمال المماثلة من «كوهين». عام 1989،[58] حيث أشار أن النمو اللحائي الشاذ، والذي كان يفترض أن يحدث قبل أو خلال الشهر السادس من نمو دماغ الجنين.[23]
- في عام 1993 وصف «كاسلز وكولثرت» عُسر القراءة التنموي بأنه نوعين متميزين ومنتشرين باستخدام أنواع فرعية من ألكسيا، عُسر القراءة السطحي والصوتي.[21] كما استنتج «مانيس وآخرون» في عام 1996، أن هناك ربما أكثر من نوعين فرعيين من عُسر القراءة، التي من شأنها أن تكون ذات صلة باضطرابات المتعددة التابعة.[59]
- في عام 1994 ومن عينات بعد التشريح التي قام بها «جلابوردا وآخرون»، أفادت: بأن المعالجة السمعية الشاذة في الأشخاص المصابين بعُسر القراءة توحي بأن تشوهات تشريحية مرافقة قد تكون موجودة في النظام السمعي. حيث أيدت النتائج السلوكية في للعيوب الصوتية في نصف الكرة الأيسر في الأفراد المصابين.[60]
- مَكن تطوير تقنيات التشخيص التصويري للأعصاب خلال الثمانينات والتسعينيات أبحاث عُسر القراءة من أن تحقق تقدما ملحوظا. حيث كشفت دراسات التصوير المقطعي لإطلاق البوزيترون (PET) والتصوير الوظيفي بالرنين المغناطيسي (fMRI) عن التوقيع العصبي للقراءة العادية للبالغين (مثل فيز وبيترسن، 1998 ؛[61] تيركلتوب وآخرون، 2002[62])، والمعالجة الصوتية (مثل: غيلفاند وبوكهايمر، 2003؛[63] بولدراك وآخرون، 1999[64]) وتوظيف مختلف المناهج والنماذج التجريبية (مثل: الكشف عن أو الحكم على القوافي، قراءة نون ووردز، والقراءة الضمنية)، وهذه الدراسات قد ترجم المعالجة الصوتية المختلة وظيفيا لعُسر القراءة لمنطقة نصف الكرة الأيسر، لا سيما بالنسبة لنظام أبجدية الكتابة (بوليسو وآخرون، 2001؛ لاستعراضها، انظر ايدن وزيفيرو، 1998[65] ومع ذلك، فإنه قد ثبت أن في الكتابات غير الهجائية، حيث تتطلب القراءة نسبة أقل من المعالجة الصوتية ويكون تكامل المعلومات البصرية والهجائية أمر بالغ الأهمية، ويرتبط عُسر القراءة بالنشاط التحتي للتلفيف  [لغات أخرى]‏ الجبهي اليساري المتوسط (سيوك وآخرون، 2004).[66]
- أفادت دراسة الحالة بواسطة «ويدل وبتروورث» عام 1999 أن هناك شخص ناطق بالإنجليزية واليابانية مصاب بعُسر القراءة في لغة واحدة.[67] مما يوحي بأن أية لغة، يكون بها رسم الهجاء إلى الأصوات شفاف، أو حتى مبهم، أو أي لغة بها وحدة إملائية جافة (أي في مستوى كل حرف أو كلمة) يجب أن لا تنتج نسبة عالية من حالات عُسر القراءة الصوتية التنموية، وأن علم الإملاء يمكنه التأثير على أعراض المصاب.
- في عام 2003 خَلُص بحث «كولينز رورك» إلى أن النماذج الحالية للعلاقة بين الدماغ وعُسر القراءة تركز بصفة عامة على شكل ما من أشكال تأخر أو تخلف نضج الدماغ.[68]
- في عام 2007 «ليتينن وآخرون» سعى الباحثون لوجود صلة بين الاكتشافات العصبية والوراثية، واضطراب القراءة.[69]
- 2008 «هايم وآخرون» وصف تقرير «أنواع فرعية ادراكية لعُسر القراءة» كيفية مقارنة مجموعات فرعية مختلفة من المصابين مع مجموعة متحكمة. وتعد هذه واحدة من أولى الدراسات التي لم لكن مجرد مقارنة بين المصابين وغير المصابين، بل ذهبت لأبعد من ذلك، لتقارن بين مختلف المجموعات الفرعية الادراكية مع مجموعة غير مصابة متحكمة.[70]

### نظريات عن عُسر القراءة التنموي
لا ينبغي النظر للنظريات التالية على أنها متنافسة، ولكن يُنظر إليها كمحاولة لتفسير الأسباب الكامنة وراء مجموعة مماثلة من الأعراض من مجموعة متنوعة من المنظورات والخلفيات البحثية.[بحث أصيل]
نظرية المخيخ
رأي آخر يتمثل في نظرية عُسر القراءة التلقائية/المخيخية. وهنا نجد الزعم البيولوجي بأن مخيخ الأشخاص المصابين بعُسر القراءة لا يعمل بشكل سليم وأن عددا من الصعوبات المعرفية تترتب على ذلك.
الفرضية التطورية
هذه النظرية تفترض ان القراءة هي فعل غير طبيعي، وقد نُفذت من قبل البشر لفترة وجيزة للغاية في تاريخنا التطوري (دالبي، 1986). فقد حدث منذ أقل من مائة سنة أن معظم المجتمعات الغربية قد شجعت القراءة لمجموع السكان وبالتالي فإن القوى التي تؤثر في سلوكنا كانت ضعيفة. ففي مناطق كثيرة من العالم ما زال غالبية السكان ليس لديهم إمكانية القراءة. وليس هناك أي دليل على أن عُسر القراءة يقع تحت «علم الأمراض» ولكن هناك أدلة كثير تضعه تحت الاختلافات أو التقلبات الدماغية. وهذه الاختلافات الأساسية هي المحملة بعبْ المهمة الاصطناعية «القراءة».
نظرية كبير الخلايا
هناك نظرية موحدة تحاول دمج وتكامل النتائج المذكورة أعلاه. وكتعميم للنظرية البصرية، تأتي نظرية كبير الخلايا لتسلم أن خلل كبير الخلايا لا يقتصر على المسارات البصرية ولكنه معمم على جميع الجهات (البصرية والسمعية، وكذلك اللمس).
ضَعف سرعة التسمية ونظريات العجز المزدوج
تمثل السرعة التي يمكن للفرد أن يُسمي بها الأشياء المألوفة أو الحروف مؤشرا قويا على عُسر القراءة. ويمكن التعرف على التسمية البطيئة في وقت مبكر في الروضة؛ وتستمر بطء التسمية عند البالغين المصابين بالديسليكسيا.
ولا يزال يُفترض أن الضعف في سرعة التسمية يمثل عجز منفصل تماما عن عجز المعالجة الصوتية. وقد حدد «وُلف» أربعة أنواع من القراء: القراء بدون أي عجز، القراء مع عجز المعالجة الصوتية، القراء مع عجز سرعة التسمية، والقراء مع العجز المزدوج، والذي يمثل مشاكل مع كلا من المعالجة الصوتية وسرعة التسمية. ويعاني غالبا الطلاب المصابين بعجز مزدوج من عيوب قراءة حادة.
للتمييز بين هذه العجوزات آثار هامة على التدخل التعليمي. فإذا تلقى (الطلاب المصابين بالعجز المزدوج) التعليم فقط في المعالجة الصوتية، فإنهم لا يحصلوا إلا على جزء مما يحتاجون إليه.
فرضية استبعاد الضجيج البصري الادراكي
يعتبر مفهوم ضعف استبعاد الضجيج الادراكي (خلل تصفية المعلومات البصرية التي لا صلة لها بالسلوك في عُسر القراءة أو الضوضاء البصرية) هو فرضية ناشئة، بدعم من الأبحاث التي أكدت أن المصابين بعُسر القراءة يجدوا صعوبة في أداء المهام البصرية مثل كشف الحركة في وجود الالهاءات الإدراكية، ولكن لا تظهر نفس الضعف عندما تتم إزالة عوامل الإلهاء في بيئة تجريبية. ولقد قارن الباحثون النتائج التي توصلوا إليها بشأن مهام التمييز البصري بنتائج أبحاث أخرى ذات الصلة بمهام التمييز السمعي. وقد أكدوا أن أعراض الديسلكسيا تنشأ بسبب ضعف القدرة على تصفية كل من الالهاءات البصرية والسمعية، وإلى تصنيف المعلومات وذلك لتمييز البيانات الحسية الهامة من البيانات غير الهامة.
نظرية العجز الصوتي
تفترض نظرية العجز الصوتي أن المصابين بعُسر القراءة لديهم ضعف محدد في التمثيل، التخزين، و/أو استرجاع أصوات الكلام. مما يفسر ضعف القراءة للأشخاص الذين يعانون من عُسر القراءة على أساس أن تعلم قراءة نظام أبجدي يتطلب تعلم مراسلات الحروف والفونيم، أي المراسلات بين الحروف والأصوات المكونة للكلمة.
نظرية المعالجة السمعية السريعة
تعتبر نظرية المعالجة السمعية السريعة بديلا لنظرية العجز الصوتي، حيث تنص على أن العجز الأساسي يكمن في ادراك الاصوات القصيرة أو المتغيرة سريعا. ويأتي الدعم لهذه النظرية من أدلة على أن الأشخاص المصابين بالديسلكسيا يُظهروا أداء ضعيفا في عدد من مهام السمع، بما في ذلك تمييز التردد والحكم على الترتيب الزمني.
النظرية البصرية
تعكس النظرية البصرية تقليد آخر قديم العهد في دراسة عُسر القراءة، حيث يعتبره ضعف بصري مما يؤدي إلى صعوبات في معالجة الحروف والكلمات في صفحة من النص. مما يمكن أن يأخذ شكل تثبيتات مجهرية غير مستقرة، تجانح ضعيف، أو زيادة الازدحام البصري. ولا تستبعد النظرية البصرية وجود عجز صوتي.

### أبحاث باستخدام تخيل المخ الوظيفي
قدمت آليات التصوير العصبي، مثل التصوير بالرنين المغناطيسي الوظيفي (fMRI)، والتصوير المقطعي لإطلاق البوزيترون (PET) أدلة واضحة عن الاختلافات الهيكلية في أدمغة الأطفال الذين يعانون من صعوبات في القراءة. حيث وُجد أن الأشخاص المصابين بالديسليكسيا لديهم عجز في أجزاء من النصف الأيسر من المخ المشارك في عملية القراءة، والذي يتضمن التلفيف الجبهي السفلي، الفصيص الجداري السفلي، واللحاء الزمني المتوسط والبطني.
ويعد عُسر القراءة ذا أصل «نيوروبيولوجي» وهذا معتمد من قِبَل «ليون وآخرون» كما صرح في «البيانات الغامرة والمتقاربة من تحقيقات تصوير الدماغ الوظيفي»(2003، ص 3). حيث تشير نتائج هذه الدراسات إلى أن هناك اختلافات ملحوظة في كيفية عمل الدماغ المصاب بالديسلكسيا بالمقارنة مع دماغ القارئ العادي. وقد وجد «شايوتز» -باستخدام الرنين المغناطيسي الوظيفي- أن القراء الجياد أظهروا وجود نمط ثابت من التنشيط القوي في الجزء الخلفي من المخ مع تنشيط أضعف في الجزء الأمامي من الدماغ أثناء مهام القراءة. في المقابل، فإن النمط السائد في تنشيط دماغ المصابين بعسر القراءة هو عكس ذلك أثناء مهام القراءة، حيث يصبح الجزء الأمامي من الدماغ مفرط النشاط مع تنشيط أضعف في الجزء الخلفي. ويشير شايوتز «إلى أن هؤلاء القراء المكافحين يستخدموا نظم في الجزء الأمامي من الدماغ في محاولة للتعويض عن الانقطاع في الجزء الخلفي من الدماغ.»
كما أجرى «شايوتز» دراسات على الطلاب المصابين سواء قبل أو بعد سنوات طويلة من معالجة القراءة باستخدام برنامج فعال للمُعسرين قرائيا. فقبل البرنامج العلاجي، كانت أنماط تنشيط أدمغة الطلاب هي نفس الأنماط النموذجية للمعُسرين قرائيا. أما بعد اجتياز البرنامج، فأصبحت أنماط تنشيط أدمغة الطلاب مماثلة لتلك الموجودة لدى الطلاب الذين كانوا دائما قراء جياد. ويدل هذا على أنه مع التدخل المبكر والفعال، يمكن لدماغ المصاب أن تجدد ويمكن للأطفال المصابين أن يصبحوا قراء جياد.
أنتجت دراسات تنشيط الدماغ باستخدام PET لدراسة اللغة، طفرة في فهمنا للأساس العصبي للغة على مدى العقد الماضي. حيث تم تقديم الأساس العصبي للمفردات البصرية ومكونات الذاكرة الوجيزة السمعية واللفظية. مع بعض الإيحاء بأن المظهر العصبي الملحوظ من عُسر القراءة التنموي هو مهمة محددة (على سبيل المثال: الوظيفية بدلا من الهيكلية)
وقد أشارت دراسة بجامعة هونغ كونغ إلى أن عُسر القراءة يؤثر على مختلف الأجزاء الهيكلية لأدمغة الأطفال اعتمادا على اللغة التي يقرأها الطفل. وركزت الدراسة على المقارنة بين الأطفال التي تربت على قراءة الإنجليزية والأطفال التي تربت على قراءة الصينية.
كما كشفت دراسة بجامعة ماستريخت (هولندا) عن أن البالغين من القراء المصابين أظهروا القشرة الزمنية العلوية لدمج أصوات الحروف والتعبيرات.

### الأبحاث الجينية
ربطت الدراسات الجزيئية عدة أشكال من عُسر القراءة إلى علامات وراثية لصعوبات التعلم.
تم تحديد عدة جينات مرشحة، في منطقتين متصلتين بعُسر القراءة: DCDC2 وKIAA0319
على الصبغي 6، وDYX1C1 على الصبغي 15.
وقد ذكر تقرير في عام 2007 أنه لا توجد عمليات معرفية محددة من المعروف أنها تتأثر بالجينات المُقترحة.
ويقدم الإطار النظري المُوحد من ثلاثة مكونات للذاكرة العاملة منظورا نظاميا لمناقشة النتائج السابقة والجديدة في برنامج أبحاث يستمر لمدة 12 عاما حيث يشير إلى عدم التجانس في القاعدة الجينية والدماغية، والتعبير السلوكي لعُسر القراءة.

## العوامل المساهمة

### تأثير قواعد اللغة الاملائية
لتعقد قواعد اللغة الاملائية ونظام الكتابة والهجاء تأثير مباشر على مدى صعوبة تعلم القراءة في تلك اللغة. على الرغم من أن للغة الإنجليزية تهجئة أبجدية، إلا أنها تهجئة معقدة حيث توظف أنماط الهجاء على عدة مستويات. وتعتبر الفئات الهيكلية الرئيسية التي تشكل التهجئة الإنجليزية هي المراسلات الصوتية للحروف، المقاطع، ومورفيمات. أما بعض اللغات الأخرى، مثل الأسبانية، فلديها تهجئة أبجدية توظف فقط المراسلات الصوتية للحروف. ومن السهل نسبيا تعلم القراءة في لغات مثل الأسبانية، فالأكثر صعوبة هو تعلم القراءة بلغات بها تهجئة أكثر تعقيدا، كما هو الحال في اللغة الإنجليزية.
ومن منظور علم الأعصاب، نجد أن الأنواع المختلفة للكتابة، مثل: الأبجدية مقارنة بالتصويرية، تتطلب مسارات عصبية مختلفة من أجل القراءة والكتابة والتهجئة. لأن أنظمة الكتابة المختلفة تتطلب أجزاء مختلفة من الدماغ لعملية التدوين المرئي للكلام، فالأطفال الذين يعانون من مشاكل في قراءة لغة ما قد لا يكون لديهم نفس المشكلة في قراءة لغة مختلفة في الهجاء. فالمهارات العصبية المطلوبة لأداء المهام مثل القراءة والكتابة والتهجئة يمكن أن تتفاوت بين أنظمة الكتابة المختلفة، ونتيجة لذلك فحالات العجز المختلفة في المهارات العصبية يمكن أن تسبب مشاكل عسر قراءة في ما يتعلق بالتهجئات مختلفة.

## الجدل
تُعتبر التفرقة بين فئات 'عُسر القراءة' و'قارئ ضعيف' أو 'إعاقة القراءة' مستحيلا من الناحية العلمية، وتعسفي، وبالتالي قد ينطوي على التمييز. فالقدرة على القراءة تعتبر على سلم، وعُسر القراءة لا يمثل سوى الدرجة الدنيا من هذا السلم. وعلى الرغم من إمكانية توجيه علم الوراثة وعلم الأعصاب، للتقييم والممارسة التربوية في مرحلة ما في المستقبل، فهناك اعتقاد خاطئ بأن المعرفة الحالية في هذه الميادين هي كافية لتبرير فئة من عُسر القراءة في مجموعة فرعية من أولئك الذين يواجهون صعوبات في القراءة.

## التحكم بأعراض عُسر القراءة
لا يوجد علاج لعُسر القراءة، ولكن يُمكن للأفراد المصابين أن يتعلموا القراءة والكتابة مع الدعم التعليمي المناسب.
يعتبر الهدف الأساسي لأنظمة الكتابة الأبجدية، هو زيادة وعي الطفل عن المراسلات بين حرف من حروف اللغة ووحدة صوت، وربط هذه المراسلات بالقراءة والهجاء. فقد وُجد أن تركيز التدريب على اللغة البصرية والمسائل الهجائية يَمنح مكاسب تدوم أطول من مجرد التدريب الصوتي عن طريق الفم.
النهج الأفضل هو الذي تحدده الأسباب العصبية الضمنية لأعراض عُسر القراءة.

## احتمالات الحدوث
من المقدر أن عُسر القراءة يؤثر على 5% إلى 17% من سكان الولايات المتحدة.[بحاجة لمصدر][متى؟]